# 盘蜷亚科
盘蜷族（学名：Ancylini）是扁卷螺科之下一個細小、會呼吸空氣的淡水笠螺物種分類。原為盘蜷科（Ancylidae），又名淡水笠螺科，舊屬基眼目，在2005年的《布歇特和洛克羅伊的腹足類分類》中被下降成為喜溼螺類支序扁卷螺科之下的一個族。2017年的《布歇特等人的腹足類分類》維持這個分類。

## 解剖
本族物種像所有有肺類物種一樣都有外套膜肺，但牠們也有一套能正常運作的「假鰓」，以便當牠們無法露出水面時，依然可以呼吸。

## 分類
本族在被降格前原有三個亞科，但現時各亞科之下的屬都已併合在一起。根據Ellen Strong (2008)的文獻，當時的盤蜷族仍有11個屬，合共有約二百個物種。
以下詳列盤蜷族之下各個屬：
- 盘蜷属 Ancylus O. F. Müller, 1773[11][2]：模式屬
  - == Ancilus O. F. Müller, 1773[2]（拼寫錯誤）
  - == 擬盘蜷属 Pseudancylus Walker, 1921[11]：次異名[2]
- Rhodocephala
- 费拉螺属[4] Ferrissia B. Walker, 1903[11][2]
  - ==Watsonula Mirolli, 1960[2]
- Genus Rhodacmea B. Walker, 1917[11][2]
- Sineancylus Gutiérrez Gregoric, 2014[12][13]
- Anisancylus Pilsbry & Vanatta, 1924
- Burnupia Walker, 1912
- Gundlachia Pfeiffer, 1849[11]
- Hebetancylus Pilsbry, 1914[11]
- Laevapex Walker, 1903[11]
- Genus Pettancylus Iredale, 1943[2]
- Genus Stimulator Iredale, 1944[2]
  - == Simulator（拼寫錯誤）
- Uncancylus Pilsbry, 1913

## 外部連結
- 三隻Laevapex fuscus借助會在池塘間飛行的水蟲搭順風車 （页面存档备份，存于）